# 里滕峰
46°36′54″N 11°27′39″E / 46.61500°N 11.46083°E
里滕峰（德語：Rittner Horn），是意大利的山峰，位於該國北部，由博爾扎諾-南蒂羅爾自治省負責管轄，屬於萨恩塔尔山脉的一部分，海拔高度2,260米，每年平均降雨量1,579毫米。